# Cognac (település)
Cognac település Franciaországban, Charente megyében. Lakosainak száma 18 466 fő (2022. január 1.). Cognac Boutiers-Saint-Trojan, Châteaubernard, Javrezac, Merpins, Saint-Laurent-de-Cognac és Val-de-Cognac községekkel határos.

## Népesség
A település népességének változása:
| Lakosok száma | 22 062 | 20 660 | 19 528 | 19 409 | 18 705 | 18 654 | 18 825 | 18 670 | 18 606 | 18 466 |
|               | 1968   | 1982   | 1990   | 2006   | 2013   | 2015   | 2017   | 2019   | 2020   | 2022   |